# Cnidoscolus minarum
Cnidoscolus minarum är en tvåhjärtbladig växtart som beskrevs av Francisco Javier Fernández Casas. Cnidoscolus minarum ingår i släktet Cnidoscolus och familjen törelväxter. Inga underarter finns listade i Catalogue of Life.